# مايكل بارات
مايكل بارات (بالإنجليزية: Michael Barratt (astronaut))‏ (و. 1959 – م) هو رائد فضاء من الولايات المتحدة الأمريكية . ولد في فانكوفر.

## ريادة الفضاء
شارك في المهمات الفضائية:
- البعثة 19
- STS-133
- البعثة 20
- Soyuz TMA-14.

## التعليم
تعلم في جامعة واشنطن

## جوائز
حصل على جوائز منها:
- Medal "For Merit in Space Exploration".